# Ceaux-en-Couhé
Ceaux-en-Couhé is een plaats en voormalige gemeente in het Franse departement Vienne (regio Nouvelle-Aquitaine) en telt 525 inwoners (2004). De plaats maakt deel uit van de gemeente Valence-en-Poitou in het arrondissement Montmorillon. In de plaats ligt spoorwegstation Couhé-Vérac.

## Geschiedenis
De gemeente werd aan het einde van de achttiende eeuw opgericht als Ceaux. In 1858 werd de naam van de gemeente gewijzigd in Ceaux-en-Couhé.
Ceaux-en-Couhé is op 1 januari 2019 gefuseerd met de gemeenten Châtillon, Couhé, Payré en Vaux tot de gemeente Valence-en-Poitou. 

## Geografie
De oppervlakte van Ceaux-en-Couhé bedraagt 16,5 km², de bevolkingsdichtheid is 31,8 inwoners per km².
De onderstaande kaart toont de ligging van Ceaux-en-Couhé met de belangrijkste infrastructuur en aangrenzende gemeenten.

## Demografie
Onderstaande figuur toont het verloop van het inwonertal (bron: INSEE-tellingen).